# Championnat de Chine de football 2021
Navigation
Édition précédente Édition suivante
Le championnat de Chine 2021 est la soixante-deuxième saison du championnat chinois de football. Il oppose seize équipes lors de trente journées. Le Jiangsu Suning Football Club, vainqueur du championnat précédent ne peut défendre son titre puisqu'il est exclu de la compétition le 29 mars pour graves difficultés financières.

## Organisation

### Les seize équipes participantes
Légende des couleurs
- Phase de groupes de la Ligue des champions de l'AFC 2021
- Barrages de la Ligue des champions de l'AFC 2021
- Promu de China League One (D2)

| Club                    | Se maintient depuis | Classement 2020 | Entraîneur                     | Stade                                                 | Capacité théorique | Ville     |
| ----------------------- | ------------------- | --------------- | ------------------------------ | ----------------------------------------------------- | ------------------ | --------- |
| Guangzhou FC            | 2011                | 2               | ZHENG Zhi(joueur/entraineur)   | Stade Tianhe                                          | 58 500             | Canton    |
| Beijing Guoan           | 1991                | 3               | Slaven Bilić                   | Stade des ouvriers                                    | 66 161             | Pékin     |
| Shanghai Port           | 2013                | 4               | Ivan Leko                      | Stade Pudong                                          | 20 000             | Shanghai  |
| Shandong Taishan        | 1994                | 5               | Hao Wei                        | Stade olympique de Jinan Stade provincial de Shandong | 56 808 43 700      | Jinan     |
| Chongqing Dangdai Lifan | 2015                | 6               | Chang Woe-Ryong                | Chongqing Olympic Sports Center                       | 58 680             | Chongqing |
| Shanghai Shenhua        | 1982                | 7               | MAO Yijun                      | Stade de Hongkou                                      | 33 060             | Shanghai  |
| Hebei FC                | 2016                | 8               | KIM Jong-boo                   | Langfang Stadium                                      | 30 040             | Langfang  |
| Henan Songshan Longmen  | 2014                | 9               | Antonio Gómez-Carreño Escalona | Zhengzhou Hanghai Stadium                             | 29 860             | Zhengzhou |
| Tianjin Tigers          | 1999                | 10              | YU Genwei                      | Centre olympique de Tianjin                           | 54 696             | Tianjin   |
| Guangzhou City          | 2012                | 11              | Jean-Paul van Gastel           | Yuexiushan Stadium                                    | 18 000             | Canton    |
| Dalian Professional     | 2018                | 12              | José González                  | Dalian Sports Center Stadium                          | 61 000             | Dalian    |
| Shenzhen FC             | 2019                | 13              | José Carlos Granero            | Shenzhen Stadium                                      | 60 334             | Shenzhen  |
| Qingdao                 | 2020                | 14              | Yang Weijian                   | Centre sportif Yizhong                                | 45 000             | Qingdao   |
| Wuhan                   | 2019                | 15              | LI Jinyu                       | Wuhan Sports Center Stadium                           | 30 000             | Wuhan     |
| Cangzhou Mighty Lions   | 2020                | 16              | Svetozar Šapurić               | Stade Cangzhou                                        | 31 836             | Cangzhou  |
| Changchun Yatai         | 2021                | 1 (D2)          | Chen Yang                      | Stade de Changchun                                    | 38 500             | Changchun |

### Localisation des villes
Deux équipes sont domiciliées à Shanghai et deux équipes sont domiciliées à Guangzhou. Les autres équipes participant à la compétition sont toutes issues de villes différentes.
| \| Beijing Guoan Cangzhou Mighty Lions Chongqing Dangdai Shandong Taishan Qingdao Huanghai Shanghai Shenhua Hebei Shanghai Port Changchun Yatai Dalian Professional Guangzhou City Guangzhou FC Shenzhen FC Henan Songshan Longmen Tianjin Tigers Wuhan Zall \| Localisation des clubs engagés en Super League 2021 |
| Beijing Guoan Cangzhou Mighty Lions Chongqing Dangdai Shandong Taishan Qingdao Huanghai Shanghai Shenhua Hebei Shanghai Port Changchun Yatai Dalian Professional Guangzhou City Guangzhou FC Shenzhen FC Henan Songshan Longmen Tianjin Tigers Wuhan Zall                                                           |

## Stades neutraux pour Super League Chinoise 2021

### Stades de Guangzhou
- Stade Tianhe
- Stade Yuexiushan
- Stade de la Ville d'Université de Guangzhou (Réservé)
- Stade Huadu (Réservé)

### Stades de Suzhou
- Stade Kunshan
- Centre des Sports olympique de Suzhou
- Centre des Sports de Suzhou
- Stade Changshu (Réservé)

## Phase classique du championnat

### Groupe A

#### Classement
| \| Rang \| Équipe \| Pts \| J \| G \| N \| P \| Bp \| Bc \| Diff \| \| ---- \| ----------------------------- \| --- \| -- \| -- \| - \| -- \| -- \| -- \| ---- \| \| 1 \| Shandong Taishan \| 33 \| 14 \| 10 \| 3 \| 1 \| 30 \| 10 \| +20 \| \| 2 \| Guangzhou FC \| 30 \| 14 \| 9 \| 3 \| 2 \| 39 \| 14 \| +25 \| \| 3 \| Shenzhen \| 24 \| 14 \| 7 \| 3 \| 4 \| 24 \| 18 \| +6 \| \| 4 \| Guangzhou City \| 21 \| 14 \| 5 \| 6 \| 3 \| 21 \| 21 \| 0 \| \| 5 \| Henan Songshan Longmen \| 18 \| 14 \| 4 \| 6 \| 4 \| 13 \| 14 \| -1 \| \| 6 \| Chongqing Liangjiang Athletic \| 11 \| 14 \| 3 \| 2 \| 9 \| 16 \| 28 \| -12 \| \| 7 \| Cangzhou Mighty Lions \| 10 \| 14 \| 2 \| 4 \| 8 \| 13 \| 23 \| -10 \| \| 8 \| Qingdao \| 7 \| 14 \| 2 \| 1 \| 11 \| 6 \| 34 \| -28 \| | Légende - Qualifiés pour la poule championnat - Qualifiés pour la poule relégation |     |    |    |   |    |    |    |      |
| Rang | Équipe                                                                             | Pts | J  | G  | N | P  | Bp | Bc | Diff |
| 1 | Shandong Taishan                                                                   | 33  | 14 | 10 | 3 | 1  | 30 | 10 | +20  |
| 2 | Guangzhou FC                                                                       | 30  | 14 | 9  | 3 | 2  | 39 | 14 | +25  |
| 3 | Shenzhen                                                                           | 24  | 14 | 7  | 3 | 4  | 24 | 18 | +6   |
| 4 | Guangzhou City                                                                     | 21  | 14 | 5  | 6 | 3  | 21 | 21 | 0    |
| 5 | Henan Songshan Longmen                                                             | 18  | 14 | 4  | 6 | 4  | 13 | 14 | -1   |
| 6 | Chongqing Liangjiang Athletic                                                      | 11  | 14 | 3  | 2 | 9  | 16 | 28 | -12  |
| 7 | Cangzhou Mighty Lions                                                              | 10  | 14 | 2  | 4 | 8  | 13 | 23 | -10  |
| 8 | Qingdao                                                                            | 7   | 14 | 2  | 1 | 11 | 6  | 34 | -28  |

#### Résultat des rencontres
| Domicile \ Extérieur          | CZL | CQL | GZH | GZC | HSL | QDA | SDT | SZH |
| ----------------------------- | --- | --- | --- | --- | --- | --- | --- | --- |
| Cangzhou Mighty Lions         |     | 1–1 | 0–2 | 0–2 | 0–0 | 2–0 | 0–2 | 1–0 |
| Chongqing Liangjiang Athletic | 2–2 |     | 1–5 | 4–0 | 3–2 | 1–0 | 0–2 | 0–3 |
| Guangzhou                     | 5–2 | 3–1 |     | 2–2 | 2–0 | 5–0 | 2–1 | 2–0 |
| Guangzhou City                | 0–0 | 3–1 | 3–3 |     | 1–1 | 4–2 | 1–3 | 2–4 |
| Henan Songshan Longmen        | 2–1 | 1–0 | 1–1 | 1–1 |     | 2–0 | 1–1 | 1–2 |
| Qingdao                       | 2–1 | 1–0 | 0–6 | 0–1 | 0–1 |     | 0–5 | 1–4 |
| Shandong Taishan              | 2–1 | 3–1 | 1–0 | 0–0 | 2–0 | 2–0 |     | 4–2 |
| Shenzhen                      | 2–1 | 2–1 | 2–1 | 0–1 | 0–0 | 0–0 | 2–2 |     |

#### Évolution du classement général
Source : Résultats sur le site officiel de la Chinese Super League
| Journées →             | 1 | 2 | 3 | 4 | 5 | 6 | 7 | 8 | 9 | 10 | 11 | 12 | 13 | 14 |
|                        |   |   |   |   |   |   |   |   |   |    |    |    |    |    |
| ---------------------- | - | - | - | - | - | - | - | - | - | -- | -- | -- | -- | -- |
| Shandong Taishan       | 1 | 1 | 2 | 1 | 1 | 1 | 1 | 1 | 3 | 1  | 1  | 1  | 1  | 1  |
| Guangzhou FC           | 4 | 5 | 3 | 2 | 2 | 2 | 2 | 2 | 1 | 3  | 2  | 2  | 2  | 2  |
| Shenzhen               | 2 | 3 | 5 | 4 | 4 | 3 | 3 | 3 | 2 | 2  | 3  | 3  | 3  | 3  |
| Guangzhou City         | 4 | 2 | 1 | 3 | 3 | 4 | 4 | 4 | 5 | 4  | 4  | 4  | 4  | 4  |
| Henan Songshan Longmen | 6 | 6 | 7 | 7 | 7 | 6 | 5 | 5 | 4 | 5  | 5  | 5  | 5  | 5  |
| Chongqing Liangjiang   | 8 | 8 | 8 | 6 | 6 | 7 | 7 | 8 | 6 | 6  | 6  | 6  | 6  | 6  |
| Cangzhou Mighty Lions  | 6 | 6 | 6 | 8 | 8 | 8 | 8 | 7 | 8 | 7  | 7  | 7  | 7  | 7  |
| Qingdao                | 2 | 3 | 4 | 5 | 5 | 5 | 6 | 6 | 7 | 8  | 8  | 8  | 8  | 8  |

### Groupe B

#### Classement
| \| Rang \| Équipe \| Pts \| J \| G \| N \| P \| Bp \| Bc \| Diff \| \| ---- \| -------------------- \| --- \| -- \| - \| - \| -- \| -- \| -- \| ---- \| \| 1 \| Changchun Yatai \| 28 \| 14 \| 8 \| 4 \| 2 \| 23 \| 11 \| +12 \| \| 2 \| Shanghai Port \| 28 \| 14 \| 8 \| 4 \| 2 \| 30 \| 7 \| +23 \| \| 3 \| Beijing Sinobo Guoan \| 24 \| 14 \| 7 \| 3 \| 4 \| 19 \| 16 \| +3 \| \| 4 \| Hebei \| 23 \| 14 \| 6 \| 5 \| 3 \| 12 \| 11 \| +1 \| \| 5 \| Shanghai Shenhua \| 22 \| 14 \| 6 \| 4 \| 4 \| 21 \| 17 \| +4 \| \| 6 \| Wuhan \| 11 \| 14 \| 1 \| 8 \| 5 \| 11 \| 19 \| -8 \| \| 7 \| Tianjin Tigers \| 9 \| 14 \| 2 \| 3 \| 9 \| 11 \| 29 \| -18 \| \| 8 \| Dalian Professional \| 7 \| 14 \| 2 \| 1 \| 11 \| 12 \| 29 \| -17 \| | Légende - Qualifiés pour la poule championnat - Qualifiés pour la poule relégation |     |    |   |   |    |    |    |      |
| Rang | Équipe                                                                             | Pts | J  | G | N | P  | Bp | Bc | Diff |
| 1 | Changchun Yatai                                                                    | 28  | 14 | 8 | 4 | 2  | 23 | 11 | +12  |
| 2 | Shanghai Port                                                                      | 28  | 14 | 8 | 4 | 2  | 30 | 7  | +23  |
| 3 | Beijing Sinobo Guoan                                                               | 24  | 14 | 7 | 3 | 4  | 19 | 16 | +3   |
| 4 | Hebei                                                                              | 23  | 14 | 6 | 5 | 3  | 12 | 11 | +1   |
| 5 | Shanghai Shenhua                                                                   | 22  | 14 | 6 | 4 | 4  | 21 | 17 | +4   |
| 6 | Wuhan                                                                              | 11  | 14 | 1 | 8 | 5  | 11 | 19 | -8   |
| 7 | Tianjin Tigers                                                                     | 9   | 14 | 2 | 3 | 9  | 11 | 29 | -18  |
| 8 | Dalian Professional                                                                | 7   | 14 | 2 | 1 | 11 | 12 | 29 | -17  |

#### Résultat des rencontres
| Domicile \ Extérieur | BJG | CCY | DLP | HEB | SHP | SHS | TJT | WUH |
| -------------------- | --- | --- | --- | --- | --- | --- | --- | --- |
| Beijing Guoan        |     | 2–1 | 2–0 | 2–1 | 1–1 | 4–2 | 0–0 | 2–1 |
| Changchun Yatai      | 2–0 |     | 3–1 | 3–0 | 2–1 | 1–0 | 0–0 | 0–0 |
| Dalian Pro           | 0–1 | 1–2 |     | 0–1 | 0–5 | 2–4 | 1–0 | 1–1 |
| Hebei                | 0–0 | 2–1 | 1–0 |     | 1–0 | 1–1 | 2–1 | 1–1 |
| Shanghai Port        | 3–1 | 0–0 | 3–0 | 1–0 |     | 1–0 | 5–0 | 3–0 |
| Shanghai Shenhua     | 2–1 | 1–2 | 3–2 | 0–0 | 1–1 |     | 1–0 | 0–0 |
| Tianjin Tigers       | 3–1 | 1–4 | 1–3 | 0–1 | 1–6 | 1–3 |     | 2–1 |
| Wuhan                | 0–2 | 2–2 | 2–1 | 1–1 | 0–0 | 1–3 | 1–1 |     |

#### Évolution du classement général
Source : Résultats sur le site officiel de la Chinese Super League
| Journées →       | 1 | 2 | 3 | 4 | 5 | 6 | 7 | 8 | 9 | 10 | 11 | 12 | 13 | 14 |
|                  |   |   |   |   |   |   |   |   |   |    |    |    |    |    |
| ---------------- | - | - | - | - | - | - | - | - | - | -- | -- | -- | -- | -- |
| Changchun Yatai  | 2 | 3 | 4 | 5 | 3 | 5 | 3 | 2 | 3 | 2  | 2  | 2  | 2  | 1  |
| Shanghai Port    | 1 | 1 | 1 | 1 | 1 | 1 | 1 | 1 | 1 | 1  | 1  | 1  | 1  | 2  |
| Beijing Guoan    | 6 | 8 | 5 | 4 | 2 | 4 | 5 | 5 | 5 | 4  | 4  | 5  | 5  | 3  |
| Hebei            | 4 | 4 | 3 | 3 | 5 | 3 | 4 | 4 | 2 | 3  | 3  | 4  | 4  | 4  |
| Shanghai Shenhua | 2 | 2 | 2 | 2 | 4 | 2 | 2 | 3 | 4 | 5  | 5  | 3  | 3  | 5  |
| Tianjin Tigers   | 8 | 6 | 7 | 8 | 6 | 6 | 6 | 7 | 7 | 8  | 8  | 6  | 6  | 6  |
| Wuhan            | 4 | 5 | 6 | 7 | 8 | 7 | 7 | 6 | 6 | 7  | 6  | 7  | 7  | 7  |
| Dalian Pro       | 6 | 7 | 8 | 6 | 7 | 8 | 8 | 8 | 8 | 6  | 7  | 8  | 8  | 8  |

## Classement général
Le classement est établi sur le barème de points classique (victoire à 3 points, match nul à 1, défaite à 0).
| Rang | Équipe                        | Pts | J  | G  | N  | P  | Bp | Bc | Diff | Qualification ou relégation                                                    |
| ---- | ----------------------------- | --- | -- | -- | -- | -- | -- | -- | ---- | ------------------------------------------------------------------------------ |
| 1    | Shandong Taishan (C)          | 51  | 22 | 15 | 6  | 1  | 47 | 16 | +31  | Qualification pour la phase de groupes de la Ligue des champions               |
| 2    | Shanghai Port                 | 45  | 22 | 13 | 6  | 3  | 42 | 14 | +28  | Qualification pour la phase de groupes de la Ligue des champions               |
| 3    | Guangzhou                     | 44  | 22 | 13 | 5  | 4  | 47 | 17 | +30  | Qualification pour la phase de groupes de la Ligue des champions               |
| 4    | Changchun Yatai               | 39  | 22 | 11 | 6  | 5  | 31 | 20 | +11  | Qualification pour le tour barrages de qualification de la Ligue des champions |
| 5    | Beijing Guoan                 | 33  | 22 | 9  | 6  | 7  | 26 | 28 | −2   |                                                                                |
| 6    | Shenzhen                      | 32  | 22 | 9  | 5  | 8  | 33 | 29 | +4   |                                                                                |
| 7    | Guangzhou City                | 29  | 22 | 7  | 8  | 7  | 32 | 31 | +1   |                                                                                |
| 8    | Hebei                         | 25  | 22 | 6  | 7  | 9  | 15 | 28 | −13  |                                                                                |
|      |                               |     |    |    |    |    |    |    |      |                                                                                |
| 9    | Shanghai Shenhua              | 37  | 22 | 10 | 7  | 5  | 34 | 22 | +12  |                                                                                |
| 10   | Henan Songshan Longmen        | 30  | 22 | 7  | 9  | 6  | 19 | 20 | −1   |                                                                                |
| 11   | Cangzhou Mighty Lions         | 24  | 22 | 6  | 6  | 10 | 25 | 32 | −7   |                                                                                |
| 12   | Tianjin Jinmen Tiger          | 21  | 22 | 5  | 6  | 11 | 18 | 35 | −17  |                                                                                |
| 13   | Chongqing Liangjiang Athletic | 20  | 22 | 5  | 5  | 12 | 21 | 36 | −15  | Dissolution.                                                                   |
| 14   | Wuhan                         | 20  | 22 | 3  | 11 | 8  | 23 | 30 | −7   |                                                                                |
| 15   | Dalian Pro (Q, R)             | 19  | 22 | 6  | 1  | 15 | 21 | 37 | −16  |                                                                                |
| 16   | Qingdao (Q, R)                | 11  | 22 | 3  | 2  | 17 | 13 | 52 | −39  | Dissolution.                                                                   |

- Après saison: 1) Points; 2) Points tête-à-tête; 3) Différence de buts tête-à-tête; 4) Plus grand nombre de buts tête-à-tête; 5) Scores of the weight ratio of the reserve league and youth leagues.
(C) Champion; (Q) Qualifié pour la phase indiquée; (R) Relégué.
Notes :

1. ↑  Comme le vainqueur de la Coupe de Chine.
2. 1 2  Chongqing Liangjiang Athletic a terminé avant de Wuhan aux tête-à-tête points: Chongqing Liangjiang Athletic 0–0 Wuhan, Wuhan 1–2 Chongqing Liangjiang Athletic.

## Phase pour la poule championnat

### Résultat des rencontres
| Domicile \ Extérieur | BJG | CCY | GZH | GZC | HEB | SDT | SHP | SZH |
| -------------------- | --- | --- | --- | --- | --- | --- | --- | --- |
| Beijing Guoan        |     |     | 1–0 | 1–1 |     | 1–1 |     | 2–2 |
| Changchun Yatai      |     |     | 0–2 | 2–1 |     | 1–1 |     | 1–1 |
| Guangzhou            | 1–0 | 2–0 |     |     | 1–1 |     | 0–0 |     |
| Guangzhou City       | 5–0 | 0–2 |     |     | 2–1 |     | 1–2 |     |
| Hebei                |     |     | 0–2 | 1–1 |     | 0–5 |     | 0–1 |
| Shandong Taishan     | 2–1 | 2–1 |     |     | 2–0 |     | 2–2 |     |
| Shanghai Port        |     |     | 1–0 | 1–0 |     | 0–2 |     | 3–1 |
| Shenzhen             | 0–1 | 0–1 |     |     | 3–0 |     | 1–3 |     |

### Évolution du classement général
Source : Résultats sur le site officiel de la Chinese Super League
| Journées →       | 15 | 16 | 17 | 18 | 19 | 20 | 21 | 22 |
|                  |    |    |    |    |    |    |    |    |
| ---------------- | -- | -- | -- | -- | -- | -- | -- | -- |
| Shandong Taishan | 1  | 1  | 1  | 1  | 1  | 1  | 1  | 1  |
| Shanghai Port    | 2  | 2  | 3  | 3  | 3  | 3  | 3  | 2  |
| Guangzhou FC     | 4  | 4  | 2  | 2  | 2  | 2  | 2  | 3  |
| Changchun Yatai  | 3  | 3  | 4  | 4  | 4  | 4  | 4  | 4  |
| Beijing Guoan    | 5  | 5  | 6  | 6  | 6  | 6  | 6  | 5  |
| Shenzhen FC      | 6  | 6  | 5  | 5  | 5  | 5  | 5  | 6  |
| Guangzhou City   | 8  | 8  | 7  | 7  | 7  | 7  | 7  | 7  |
| Hebei FC         | 7  | 7  | 8  | 8  | 8  | 8  | 8  | 8  |

## Phase pour la poule relégation

### Résultat des rencontres
| Domicile \ Extérieur          | CZL | CQL | DLP | HSL | QDA | SHS | TJT | WUH |
| ----------------------------- | --- | --- | --- | --- | --- | --- | --- | --- |
| Cangzhou Mighty Lions         |     |     | 2–0 |     |     | 1–1 | 2–1 | 2–0 |
| Chongqing Liangjiang Athletic |     |     | 0–1 |     |     | 0–0 | 0–1 | 0–0 |
| Dalian Professional           | 1–2 | 0–1 |     | 1–0 | 4–1 |     |     |     |
| Henan Songshan Longmen        |     |     | 1–0 |     |     | 2–0 | 1–1 | 1–0 |
| Qingdao                       |     |     | 1–2 |     |     | 0–1 | 0–1 | 2–5 |
| Shanghai Shenhua              | 1–1 | 4–1 |     | 3–0 | 3–0 |     |     |     |
| Tianjin Tigers                | 1–0 | 1–1 |     | 0–0 | 1–2 |     |     |     |
| Wuhan                         | 4–2 | 1–2 |     | 1–1 | 1–1 |     |     |     |

### Évolution du classement général
Source : Résultats sur le site officiel de la Chinese Super League
| Journées →                    | 15 | 16 | 17 | 18 | 19 | 20 | 21 | 22 |
|                               |    |    |    |    |    |    |    |    |
| ----------------------------- | -- | -- | -- | -- | -- | -- | -- | -- |
| Shanghai Shenhua              | 9  | 9  | 9  | 9  | 9  | 9  | 9  | 9  |
| Henan Songshan Longmen        | 10 | 10 | 10 | 10 | 10 | 10 | 10 | 10 |
| Cangzhou Mighty Lions         | 13 | 14 | 12 | 12 | 11 | 11 | 11 | 11 |
| Tianjin Jinmen Tiger          | 15 | 15 | 15 | 15 | 14 | 15 | 13 | 12 |
| Chongqing Liangjiang Athletic | 12 | 13 | 14 | 14 | 15 | 13 | 14 | 13 |
| Wuhan FC                      | 11 | 11 | 11 | 11 | 12 | 12 | 12 | 14 |
| Dalian Pro                    | 14 | 12 | 13 | 13 | 13 | 14 | 15 | 15 |
| Qingdao FC                    | 16 | 16 | 16 | 16 | 16 | 16 | 16 | 16 |

## Barrages de relégation
Les 15e et 16e de Super League chinoise affrontent les 4e et 3e de la Chinese League One pour déterminer les quinzième et seizième clubs qualifiés pour le championnat la saison prochaine.
| Équipe                 | Aller | Total | Retour | Équipe                   |
| ---------------------- | ----- | ----- | ------ | ------------------------ |
| Qingdao FC (D1)        | 0-1   | 0-1   | 0-0    | Zhejiang FC (D2)         |
| Chengdu Rongcheng (D2) | 1-1   | 2-1   | 1-0    | Dalian Professional (D1) |

| Match aller                  | Qingdao FC (C1) | 0 - 1 | Zhejiang FC (C2) |                                                                                             |                                                                                             |
| 8 janvier 2021 15h30 (UTC+8) |                 |       | Andrijašević 30e | Centre olympique des Sports de Suzhou, Suzhou Spectateurs : 0 (huis clos) Arbitrage : MA Li | Centre olympique des Sports de Suzhou, Suzhou Spectateurs : 0 (huis clos) Arbitrage : MA Li |
| 8 janvier 2021 15h30 (UTC+8) |                 |       |                  | Centre olympique des Sports de Suzhou, Suzhou Spectateurs : 0 (huis clos) Arbitrage : MA Li | Centre olympique des Sports de Suzhou, Suzhou Spectateurs : 0 (huis clos) Arbitrage : MA Li |

| Match retour                  | Zhejiang FC (C2) | 0 - 0 | Qingdao FC (C1) |                                                                           |                                                                           |
| 12 janvier 2021 15h30 (UTC+8) |                  | (0-0) |                 | Centre olympique des Sports de Suzhou, Suzhou Spectateurs : 0 (huis clos) | Centre olympique des Sports de Suzhou, Suzhou Spectateurs : 0 (huis clos) |

Zhejiang Pro est promu à Superleague Chinoise 2022 par agg. 1-0.
Qingdao FC est relégué à League 1 Chinoise 2022.
| Match aller                  | Chengdu Rongcheng (C2)           | 1 - 1 | Dalian Professional (C1) |                                                                             |                                                                             |
| 8 janvier 2021 15h30 (UTC+8) | Felipe de Sousa Silva 81e (pen.) | (0-1) | SUN Guowen 42e           | Stade de Jiangyin, Suzhou Spectateurs : 0 (huis clos) Arbitrage : LI Haixin | Stade de Jiangyin, Suzhou Spectateurs : 0 (huis clos) Arbitrage : LI Haixin |
| 8 janvier 2021 15h30 (UTC+8) |                                  |       |                          | Stade de Jiangyin, Suzhou Spectateurs : 0 (huis clos) Arbitrage : LI Haixin | Stade de Jiangyin, Suzhou Spectateurs : 0 (huis clos) Arbitrage : LI Haixin |

| Match retour                  | Dalian Professional (C1) | 0 - 1 | Chengdu Rongcheng (C2) |                                                       |                                                       |
| 12 janvier 2021 15h30 (UTC+8) |                          | (0-0) | Rômulo 72e             | Stade de Jiangyin, Suzhou Spectateurs : 0 (huis clos) | Stade de Jiangyin, Suzhou Spectateurs : 0 (huis clos) |

Chengdu Rongcheng est promu à Superleague Chinoise 2022 par agg. 2-1.
Dalian Pro est relégué à League 1 Chinoise 2022.

## Bilan de la saison
| Championnat de Chine de football 2021 |                                     |
| Champion                              | Shandong Taishan                    |
| Coupes et trophées                    |                                     |
| Vainqueur de la Coupe de Chine 2021   | Shandong Taishan                    |
| Qualifications continentales          |                                     |
| Ligue des champions de l'AFC 2022     | Shandong Taishan                    |
| Ligue des champions de l'AFC 2022     | Shanghai PortForfait                |
| Ligue des champions de l'AFC 2022     | Guangzhou FC                        |
| Ligue des champions de l'AFC 2022     | Changchun YataiForfait              |
| Promotions et relégations             |                                     |
| Promus en Superleague chinoise        | Wuhan Three Towns                   |
| Promus en Superleague chinoise        | Meizhou Hakka                       |
| Promus en Superleague chinoise        | Zhejiang Pro(gagné au barrage)      |
| Promus en Superleague chinoise        | Chengdu Rongcheng(gagné au barrage) |
| Relégués en Ligue 1 chinoise          | Dalian Pro(perdu au barrage)        |
| Relégués en Ligue 1 chinoise          | Qingdao(perdu au barrage)           |

## Parcours en coupes d'Asie

### Parcours continental des clubs
Le parcours des clubs chinois en coupe d'Asie est important puisqu'il détermine le coefficient AFC, et donc le nombre de clubs chinois présents en coupe d'Asie les années suivantes.
| Club          | Compétition         | Résultat                   | Ultime(s) adversaire(s) | Ultime(s) adversaire(s) | Ultime(s) adversaire(s) |
| ------------- | ------------------- | -------------------------- | ----------------------- | ----------------------- | ----------------------- |
| Guangzhou FC  | Ligue des champions | Phase de Groupe            | Cerezo Osaka            | Kitchee SC              | Thaï Port               |
| Beijing FC    | Ligue des champions | Phase de Groupe            | Jeonbuk Hyundai         | Gamba Osaka             | United City             |
| Shanghai Port | Ligue des champions | Éliminé au tour du barrage | Kaya FC-Iloilo          | Kaya FC-Iloilo          | Kaya FC-Iloilo          |